# Cryptolepis grandiflora
Cryptolepis grandiflora är en oleanderväxtart som beskrevs av Robert Wight. Cryptolepis grandiflora ingår i släktet Cryptolepis och familjen oleanderväxter. Inga underarter finns listade i Catalogue of Life.